# Whiteface
Whiteface é uma cidade  localizada no estado norte-americano de Texas, no Condado de Cochran.

## Demografia
Segundo o censo norte-americano de 2000, a sua população era de 465 habitantes.
Em 2006, foi estimada uma população de 397, um decréscimo de 68 (-14.6%).

## Geografia
De acordo com o United States Census Bureau tem uma área de
1,5 km², dos quais 1,5 km² cobertos por terra e 0,0 km² cobertos por água. Whiteface localiza-se a aproximadamente 1121 m acima do nível do mar.

## Localidades na vizinhança
O diagrama seguinte representa as localidades num raio de 36 km ao redor de Whiteface.